# 将来画像アーキテクチャー
将来画像アーキテクチャー（Future Imagery Architecture、FIA）とは、米国の国家偵察局が計画していた、新世代の光学画像およびレーダー・イメージングによる偵察衛星プログラムである。米ボーイング社連合が主契約者となって1999年に開発プログラムは開始されたが、光学画像衛星部分については開発遅延と予算超過のため、2005年にドナルド・カー国家偵察局長によって終了が宣告され、同年9月にジョン・ネグロポンテ国家情報長官によって、正式に終了が宣言された。本プロジェクトはニューヨーク・タイムズ紙によって「過去50年間のアメリカ偵察衛星プロジェクトの中で最も華々しく、そして多額のカネがかかった失敗プロジェクト」と評されている
。
光学画像衛星部分のキャンセルにかかわらず、トパーズ(Topaz)として知られるレーダー・イメージング衛星部分については計画は継続され、2018年1月までに5基のトパーズ・レーダー衛星が軌道に投入されている。

## 概要
当初の計画では、発展型KH-11光学偵察衛星とラクロスSARレーダー偵察衛星の代わりの新型衛星の開発を目的としていた。両シリーズは2010年代に使用を終え、この開発計画から生まれる新しい偵察衛星が任務を引き継ぐ予定であり、これらの新型衛星は、2013年から合わせて12機が打ち上げられる予定であった。当初は、光学偵察装置とレーダー偵察装置を1つの衛星に搭載する両用型偵察衛星の開発が計画されていたが、コストが高くなりすぎる場合は、大型反射望遠鏡を積まずにSARレーダーだけで済ませるか、赤外線画像衛星のみになるか、もしくは空軍が開発中の宇宙レーダー衛星と統合される可能性もあった
。
開発契約は、1999年末に米ボーイング社連合との間で結ばれ、およそ250億米ドルにおよぶ予算が20年間に渡って支払われる見込みであった
。しかし、光学偵察衛星の開発プログラムについては、予算超過と完成遅延を理由に、2005年9月に契約は米ロッキード社に切り替えられた

。
ロッキード社は、従来型のKH-11型(またはKH-12型)に改良を施した光学偵察衛星の生産を再開するよう要請され、2011年1月20日に1基目の衛星USA-224が打上げられている。
なお、レーダー衛星の開発計画についてのボーイング社との契約は、破棄されずに残されることとなった。
この計画全体の正確な範囲や目的は極秘にされていたが、2001年に国家偵察局の長官が語ったところでは、このプロジェクトは、従来の衛星と同じ性能ではあるが、より軽いものを製作することに主眼を置いていた

。
何人かの技術専門家は、このプロジェクトの本当の目的は、衛星をより高い軌道に置いて、敵の攻撃を受けにくくすることであったと考えている。また別の技術専門家達が、規模でいえば1940年代のマンハッタン計画を例えに出すほど、この計画は大きな予算と多くの従事者をかかえているといわれている。
2012年に、NROは最新技術で作成されたが使用されることはなかった2基の宇宙望遠鏡(伝聞情報によれば、FIAのためのものと言われている)を、天文学的用途でNASAに寄贈した
。

## レーダー衛星の打上げ

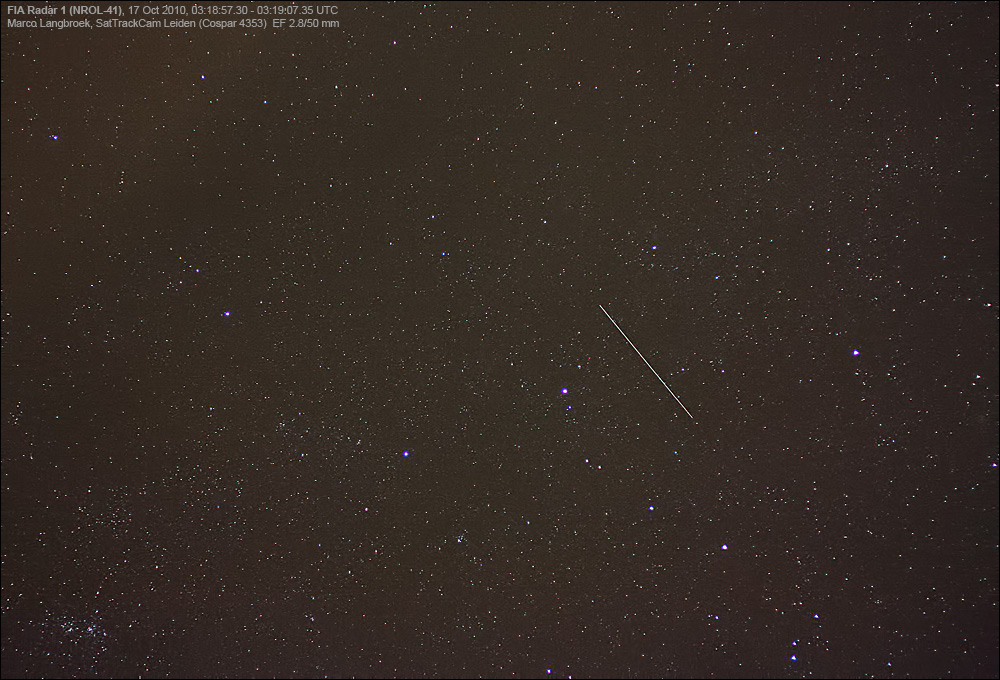
最初のトパーズ衛星と考えられているUSA-215がカシオペア座を通過中

FIAプログラムにおける最初の実用レーダー・イメージング衛星(トパーズ衛星)と考えられているUSA-215または別名NROL-41 は、2010年9月21日に打上げられた。この衛星は、近地点高度1100km、遠地点高度1105km、軌道傾斜角123°の逆行軌道をとる。。この軌道要素は、この衛星が合成開口レーダー(SAR)衛星であることを示している。2012年4月3日には、このシリーズの2基目の衛星であるUSA-234または別名NROL-25が同様の軌道に打上げられている。
FIAレーダー・プログラムの初期の2006年12月14日に打上げられた衛星であるUSA-193は、FIAレーダー・プログラムの試験・開発のための技術デモンストレーション衛星であったと考えられている。ただし、この衛星は予定の軌道に投入はされたが、直後に機器障害により通信が途絶し、回復しないまま、その後、軌道低下により地上に落下する危険性があったため、2008年2月20日に、アメリカ海軍のミサイル巡洋艦レイク・エリーから発射されたSM-3により軌道上で破壊された(Operation Burnt Frost)。

### 打上げ記録
| USA番号 NROL番号 | COSPAR ID SATCAT № | 打上げ日時 (UTC)        | 打上げロケット    | 打上げサイト                    | 近地点高度 遠地点高度 軌道傾斜角 |
| ---------------- | ------------------ | ----------------------- | ----------------- | ------------------------------- | -------------------------------- |
| USA-215 NROL-41  | 2010-046A 37162    | 2010年 9月21日 04:03:30 | アトラス V 501    | ヴァンデンバーグ空軍基地 SLC-3E | 1102 km 1105 km 123°             |
| USA-234 NROL-25  | 2012-014A 38109    | 2012年 4月3日 23:12:57  | デルタ IV M+(5,2) | ヴァンデンバーグ空軍基地 SLC-6  | ~1100 km ~1100 km 123°           |
| USA-247 NROL-39  | 2013-072A 39462    | 2013年 12月6日 07:14:30 | アトラス V 501    | ヴァンデンバーグ空軍基地 SLC-3E | 1108 km 1113 km 123°             |
| USA-267 NROL-45  | 2016-010A 41334    | 2016年 2月10日 11:40:32 | デルタ IV M+(5,2) | ヴァンデンバーグ空軍基地 SLC-6  | 1077 km 1086 km 123.0°           |
| USA-281 NROL-47  | 2018-005A 43145    | 2018年 1月12日 22:10    | デルタ IV M+(5,2) | ヴァンデンバーグ空軍基地 SLC-6  | 1048 km 1057 km 106°             |

## 後継プログラム
FIAの光学画像衛星部分のキャンセルによって、米国の光学画像偵察衛星システムの維持に穴が開く恐れが生じたため、NROは従来の KH-11(KH-12)型の衛星システム2基をロッキード・マーティン社に発注した。2011年1月20日に打上げられたUSA-224と、2013年8月28日に打上げられたUSA-245が、この2基の衛星に相当すると考えられている。
FIAプログラムは Next Generation Electro-Optical (NGEO) プログラムに引き継がれることになっている。NGEOプログラムは、衛星の寿命にわたってその改良を可能にする、低リスクのモジュラータイプのシステムを目指している。